# ميجيل دي مونكادا

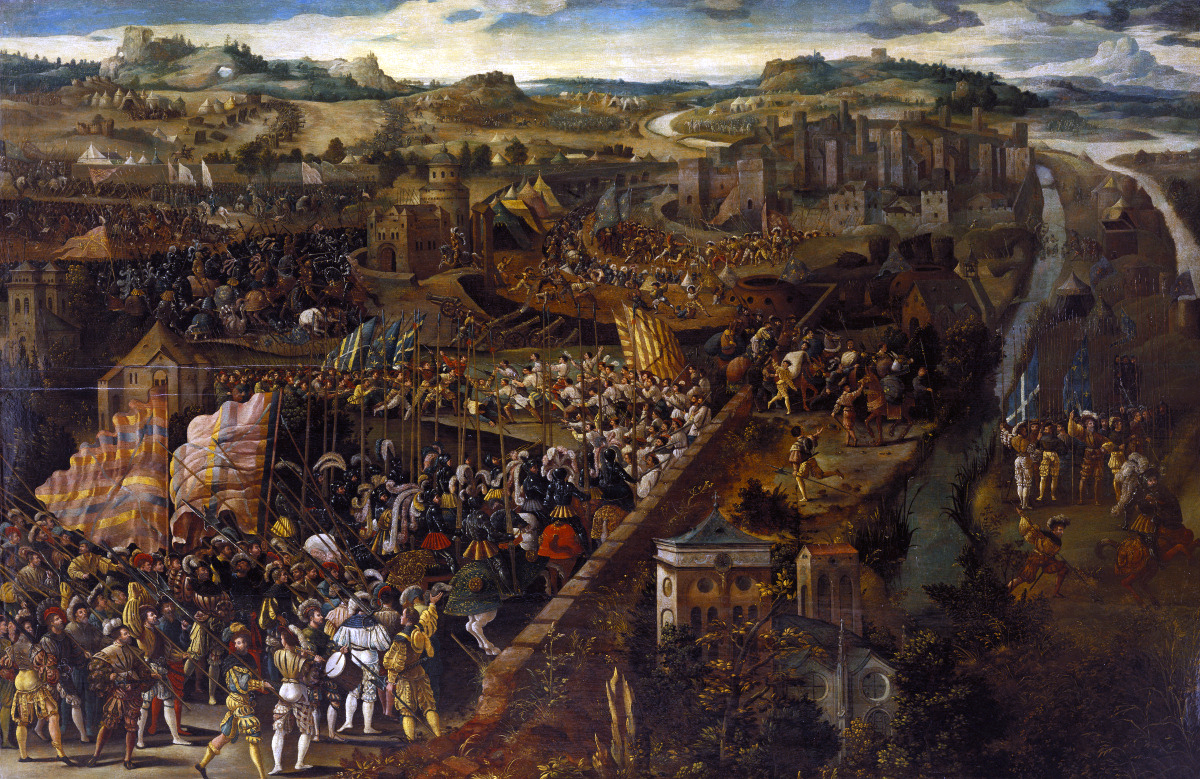
معركة بافيا بريشة رسام فلمنكي مجهول من القرن السادس عشر.

ميجيل دي جوويا إيه مونكادا (بالإسبانية: Miguel de Moncada)‏ قائد عسكري إسباني، وُلد في بلنسية. شارك مونكادا في الحروب الإيطالية من 1494- 1559. وحل محل القائد دون جوان النمساوي في حروب غرناطة والمعروفة باسم حرب البشرات وفي معركة ليبانت البحرية. وكان نائبًا للملك على جزيرتي مايوركا وسردينيا. وتوفي في سرقسطة في 29 مارس عام 1612.

معركة ليبانت.

| سبقه خوان دي أررييس      | نائب للملك في جزيرة مايوركا 1575 - 1578 | تبعه أنطونيو دي أمس      |
| سبقه خيرونيمو دي أراجال  | نائب للملك في جزيرة سردينيا 1578 - 1584 | تبعه جاسبر بيثنتي نوبيلا |
| سبقه جاسبر بيثنتي نوبيلا | ' 1586 - 1590                           | تبعه جاستون دي مونكادا   |